# Annette Hayward
Œuvres principales
La Querelle du régionalisme au Québec
Annette Hayward (1945-2024) est une professeure et essayiste qui s'est spécialisée en littérature québécoise de la première moitié du XXe siècle.

## Données biographiques
Annette Hayward est née le 5 juin 1945 à Grand Falls (Terre-Neuve). Après avoir étudié à King's College (Halifax) et à l'Université de Grenoble, elle fait sa maîtrise à Dalhousie puis son doctorat à McGill. Engagée comme professeure à l'Université Queen's (Kingston) en 1973, elle y enseigne jusqu'en 2009 et devient émérite à sa retraite. 
En 1981, elle épouse Christian Vandendorpe avec qui elle a eu deux enfants : Maïda (1982) et Alain (1985). Elle est décédée le 12 mai 2024 à Kingston,.

## Recherches
Dans sa thèse de doctorat La querelle du régionalisme au Québec (1904-1931), elle étudie les débats parfois très vifs qui ont marqué le développement d'une littérature québécoise autonome. Publiée sous une forme remaniée, cette thèse obtient en 2007 le Prix du Gouverneur général : études et essais de langue française,,,.
Ses autres travaux portent principalement sur l'écriture au féminin, les procédés du polémique et la littérature québécoise du début du XXe siècle. Son introduction à la correspondance entre Louis Dantin et Germain Beaulieu (1909-1941) apporte un éclairage nouveau sur ce dernier auteur et permet de mieux évaluer son importance dans les lettres québécoises de la première moitié du XXe siècle.

## Publications
- La correspondance entre Louis Dantin et Germain Beaulieu : Une grande amitié littéraire (1909-1941), Québec, Presses de l'Université Laval, 2023, 548 p. (ISBN 978-2-7663-0004-4)
- La querelle du régionalisme au Québec (1904-1931) : Vers l’autonomisation de la littérature québécoise, Ottawa, Le Nordir, 2006, 622 p. (ISBN 978-2-89531-049-5, lire en ligne)
- « Louis Dantin et l'écriture autobiographique », Voix et images,‎ 2013, p. 19 (lire en ligne)
- « Le Terroir (1909) », dans Dictionnaire des revues littéraires au XXe siècle : Domaine français, Paris, Honoré Champion, 2014 (ISBN 978-2-7453-2756-7), p. 725-727
- Directrice (ouvrage collectif), La rhétorique au féminin, Québec, Nota Bene, 2006, 497 p. (ISBN 978-2-89518-221-4)
- Avec Lucie Joubert, La Vieille Fille : Lectures d'un personnage, Montréal, Triptyque, 2000, 181 p. (ISBN 978-2-89031-377-4)
- Avec Dominique Garand, États du polémique, Québec, Nota Bene, 1998, 327 p. (ISBN 978-2-921053-94-5)
- Avec André Lamontagne et Réjean Beaudoin, Bibliographie de la critique de la littérature québécoise au Canada anglais (1939-1989), Québec, Nota Bene, 2004, 253 p. (ISBN 978-2-89518-171-2)
- Avec Agnès Whitfield (dir.), Critique et littérature québécoise, Montréal, Triptyque, 1992, 422 p. (ISBN 978-2-89031-142-8)

## Distinctions
- Prix du Gouverneur général : études et essais de langue française, 2007, pour son livre La Querelle du régionalisme au Québec (1904-1931) : Vers l’autonomisation de la littérature québécoise
- Prix Gabrielle-Roy, 2006, pour son livre La Querelle du régionalisme au Québec (1904-1931) : Vers l’autonomisation de la littérature québécoise

## Sources
- « Annette Hayward », dans Canadian Who's Who, vol. XLV, University of Toronto Press, 2010